# Костянтин II (цар Кахеті)
Костянтин II (Махмад Кулі Хан), (пом. 28 грудня 1732) — цар Кахетії (1722–1732), цар Картлі під іменем Костянтина III (1723), син царя Іраклія I, старший брат царя Теймураза II.

## Життєпис

### Сходження на престол
Народився й виріс в Ісфахані (Іран). Успадкував царство після смерті старшого брата Давида II (Імамкулі Хана) за повелінням іранського шаха. Також шах віддав йому у володіння Єреван, Шамшаділ і Газах. Надалі замість Єревана він отримав Гянджу та Карабах.
З 1722 року між царями Костянтином II і Вахтангом VI спалахнула ворожнеча. Обидва царя грабували володіння один одного. 1723 року перський шах усунув Вахтанга VI й віддав картлійський царський трон кахетинському царю Костянтину. Перші бої за трон Костянтин програв, але за допомогою лезгинів 4 травня 1723 року оволодів Тбілісі. Вахтанг, його син Бакар разом із прибічниками закріпились у районі Шида (Горі).

### Вторгнення османської армії
У той же час відбувались бої між османським та іранським військом (1723–1727), здебільшого на території Грузії. Османська армія під командуванням ерзрумського паші Ібрагіма висунулась в напрямку Тбілісі. Вахтанг VI на знак покори відрядив до нього синів Бакара та Ієссе. Згодом і Костянтин прибув до табору паші з проханням про збереження трону, передавши ключі від тбіліської фортеці, а також передав у підпорядкування Гянджу та Єреван.
12 червня 1723 року османська армія зайняла столицю. Вахтанг VI, підкупивши турецького пашу, отримав в управління Картлі, де трон зайняв Бакар III. Костянтина ж було ув'язнено. Невдовзі за допомогою того ж Бакара Костянтин утік до Кахетії. За якийсь час і Бакар III повстав проти османського володарювання. Османи ж призначили царем Картлі Ієссе. У Мцхеті Бакар III і Костянтин об'єднали власні сили проти османських окупантів. Костянтин мав сподівання на допомогу Росії. У зв'язку з цим він попрохав російського імператора Петра I про покровительство, проте останній утримався від такого кроку.
Костянтин, залишившись наодинці після від'їзду Бакара до Росії, зазнав нищівної поразки від турецьких військ, але зміг урятуватись. Упродовж кількох місяців він переховувався в землях Ксанського ерістава, а потім — у Пшаві в горах, оскільки вся Кахетія перебувала під владою лезгинів. 1725 року населення Кахеті вигнало лезгинів та запросило Костянтина до Телаві. Він спробував використати лезгинів проти османів за умови пропуску їх до Картлі та Самцхе-Джавахеті для грабежів. Після тривалих боїв Костянтин був змушений домовитись з османами про мир в обмін на данину.

### Убивство царя
Для османів виявився абсолютно неприйнятним, і Юсуф-паша, який прийшов до Кахеті з Ахалцихе, на перемовинах щодо миру зрадницьки вбив Костянтина.